# 無軌道行進曲
『無軌道行進曲』（むきどうこうしんきょく、原題・英語: Reckless）は、1935年に製作・公開されたアメリカ合衆国の映画である。
プロデューサーデヴィッド・O・セルズニックの原案によるストーリーを基にヴィクター・フレミングが監督、ジーン・ハーロウとウィリアム・パウエルが主演した。

## キャスト
- モナ・レスリー：ジーン・ハーロウ
- ネッド・ライリー：ウィリアム・パウエル
- ロバート・ハリソン：フランチョット・トーン
- モナの祖母：メイ・ロブソン
- スマイリー：テッド・ヒーリー
- ブロッサム：ナット・ペンドルトン
- ジョゼフィン・マーサー：ロザリンド・ラッセル
- エディ：ミッキー・ルーニー

## スタッフ
- 監督：ヴィクター・フレミング
- 製作/原案：デヴィッド・O・セルズニック
- 脚本：P・J・ウルフソン
- 音楽：ジャック・ヴァージル
- 撮影：ジョージ・J・フォルシー
- 編集：マーガレット・ブース
- 美術：セドリック・ギボンズ
- 衣裳：エイドリアン
- 録音：ダグラス・シアラー